# Чаухан, Анил
Генерал Анил Чаухан (англ. Anil Chauhan; род. 18 мая 1961, Гвана, Паури-Гархвал, Уттар-Прадеш, Индия) — индийский военный деятель, нынешний начальник штаба обороны Индии и председатель Комитета начальников штабов Индии с 30 сентября 2022 года.
Родившись недалеко от города Паури, Анил Чаухан проходил обучение в Национальной академии обороны Индии, Индийской военной академии и Колледже персонала служб обороны, и впоследствии 13 июня 1981 года был зачислен в Сухопутные войска Индии в звании второго лейтенанта. В Сухопутных войсках Индии он занимал различные должности, в том числе главнокомандующего генерал-офицера Восточным командованием и командующего генерал-офицера III корпусом, а также руководил проведением таких операций, как авиаудар по Балакоту и «Восход солнца».
31 мая 2021 года Чаухан подал в отставку, однако 28 сентября 2022 года она была отозвана кабинетом министров во главе с Нарендрой Моди в связи с назначением на пост начальника штаба обороны Индии и извещением, разрешающим офицерам в отставке в возрасте до 62 лет претендовать на эту должность. 30 сентября 2022 года он приступил к исполнению обязанностей начальника штаба обороны Индии, став первым генерал-лейтенантом, назначенным на должность, на которую обычно назначаются генералы.

## Биография

### Детство и образование
Анил Чаухан родился 18 мая 1961 года в деревне Гвана на территории округа Паури-Гархвал в индийском штате Уттар-Прадеш (современный штат Уттаракханд) в индуистской семье, относящейся к этнической группе гархвали и происходящей от княжеской династии Чаухан, правившей рядом туземных княжеств на территории современного Раджастхана. 
После окончания школы Кендрия Видьялайя в Форт-Уильяме (Калькутта), Чаухан поступил в Национальную академию обороны Индии. Впоследствии, в 1980 году, он поступил в Индийскую военную академию в Дехрадуне. Также Анил Чаухан окончил курсы высшего командования в Колледже персонала служб обороны.

### Военная карьера
13 июня 1981 года Чаухан был зачислен из Индийской военной академии в звании второго лейтенанта в 6-й батальон 11-го винтовочноо гуркховского полка, после чего он проходил обучение в Индийской военной учебной группировке и участвовал в миротворческой операции ООН в Анголе, а также служил в качестве офицера в генеральном штабе Нагорной дивизии, начальником штаба XV корпуса, начальником Сухопутных войск Индии по перспективам и планированию и начальником Сухопутных войск Индии по дисциплине, социальному обеспечению и военным ритуалам.
Будучи генерал-майором, Анил Чаухан командовал 19-й индийской пехотной дивизией в составе Северного командования на территории кашмирского города Барамула. В 2017 году, получив повышение до звания генерал-лейтенанта, Чаухан был назначен командующим генерал-офицером III корпусом Сухопутных войск Индии на территории Димапура. В январе 2018 года он был назначен генеральным директором по военным операциям, в ходе чего он руководил проведением таких операций, как авиационный удар по Балакоту в 2019 году и совместной индийско-мьянманской контртеррористической операцией «Восход солнца».
1 сентября 2019 года Анил Чаухан занял должность главнокомандующего генерал-офицера Восточным командованием, сменив занявшего должность заместителя начальника штаба Сухопутных войск Индии Маноджа Мукунда Нараване. 31 мая 2021 года Чаухан подал в отставку и после этого служил военным советником в Национальном совете безопасности Индии.

### Начальник штаба обороны Индии
8 декабря 2021 года начальник штаба обороны Индии Бипин Рават погиб в результате крушения вертолёта Ми-17 над Кунуром, на борту которого помимо него находилось ещё 13 человек. У Бипина Равата, занимавшего должность всего двадцать три месяца, не было непосредственного преемника, поскольку должность начальника штаба обороны Индии не имела определённого порядка наследования, в результате чего стала вакантной. В условиях неопределённости предстоящего выбора преемника, правительство Индии назначило Маноджа Мукунда Нараване исполняющим обязанности председателя Комитета начальников штабов Индии с целью исполнения хотя бы нескольких обязанностей Равата, одновременно ища преемника. Нараване также рассматривался в качестве вероятного преемника на должность начальника штаба обороны Индии, однако он подал в отставку в 2022 году.
В июне 2022 года Министерство обороны Индии опубликовало сообщение в газете, в котором говорилось, что любой офицер моложе 62 лет, имеющий трёхзвёздочное звание — генерал-лейтенант, вице-адмирал или маршал авиации, независимо от того, служит он или подал в отставку, может считаться кандидатом на должность начальника штаба обороны Индии. Впоследствии, Анил Чаухан стал одним из главнейших кандидатов на эту должность. Примерно на момент публикации сообщения, Чаухан был одним из 14 кандидатов от Сухопутных войск Индии, в том числе как ныне служащих, так и отставных офицеров, имеющих право на должность.
28 сентября 2022 года Министерство обороны Индии опубликовало официальное заявление, в котором объявлялось, что Анил Чаухан был избран на должность начальника штаба обороны Индии, в связи с чем 9-месячная вакансия на должность была закрыта.

## Звания
| Погон | Звание                                  | Подразделение           | Дата присвоения                                            |
| ----- | --------------------------------------- | ----------------------- | ---------------------------------------------------------- |
|       | Второй лейтенант                        | Сухопутные войска Индии | 13 июня 1981 года                                          |
|       | Лейтенант                               | Сухопутные войска Индии | 13 июня 1983 года                                          |
|       | Капитан                                 | Сухопутные войска Индии | 13 июня 1986 года                                          |
|       | Майор                                   | Сухопутные войска Индии | 13 июня 1992 года                                          |
|       | Подполковник                            | Сухопутные войска Индии | 16 декабря 2004 года                                       |
|       | Полковник                               | Сухопутные войска Индии | 1 октября 2005 года                                        |
|       | Бригадир                                | Сухопутные войска Индии | 1 июня 2009 года (со старшинством с 8 июня 2008 года)      |
|       | Генерал-майор                           | Сухопутные войска Индии | 1 января 2014 года (со старшинством с 7 октября 2011 года) |
|       | Генерал-лейтенант                       | Сухопутные войска Индии | 1 июля 2016 года                                           |
|       | Генерал (начальник штаба обороны Индии) | Вооружённые силы Индии  | 30 сентября 2022 года                                      |